# Emil Jönsson
Pour les articles homonymes, voir Jönsson.
Emil Jönsson, né le 15 août 1985, est un fondeur suédois. Il s'impose comme l'un des meilleurs fondeurs dans la discipline du sprint dans les années 2009 et 2010. Il a notamment remporté une médaille de bronze aux Mondiaux 2011 d'Oslo derrière Marcus Hellner et Petter Northug, ainsi que trois petits globes de cristal du sprint en 2010, 2011 et 2013. Il compte en Coupe du monde vingt-cinq podiums dont treize victoires individuelles et une victoire par équipes, toutes en sprint entre 2007 et 2013.

## Biographie
Jönsson fait ses débuts officiels lors de la saison 2003-2004, lors de laquelle, il prend part à une manche de la Coupe du monde à Stockholm (36e du sprint). Ensuite, il est médaillé de bronze aux Championnats du monde junior de 2005 à Rovaniemi (Finlande), toujours en sprint. En décembre 2005, pour sa deuxième course de Coupe du monde, il passe la barrière des qualifications au sprint de Nové Město (29e), lui valant ses premiers points au classement général. Il est plus tard classé septième du sprint au championnat du monde U-23 ans à Kranj. Il s'installe dans l'équipe nationale en 2006-2007, devenant finaliste en Coupe du monde avec des sixièmes places à Kuusamo et Otepää, place qu'il obtient aussi au sprint classique des Championnats du monde à Sapporo. En fin de saison, il est quatrième du sprint à Drammen, puis  monte sur le podium au sprint de Stockholm, deuxième derrière Mikhail Devjatiarov. En fin d'année 2007, il monte même sur un podium lors d'un relais distance en Coupe du monde à Düsseldorf.
Au cours de sa carrière, il a notamment remporté treize épreuves de Coupe du monde dans l'épreuve du sprint, une première fois à Canmore (Canada) le 26 janvier 2008, la deuxième fois sur le site olympique de Whistler le 16 janvier 2009 (un an avant les Jeux olympiques d'hiver de 2010 de Vancouver), puis trois fois en 2010.
Après 2018, il dispute seulement des courses de longue distance, style marathon.
Sa femme est la fondeuse Anna Haag.

## Palmarès

### Jeux olympiques d'hiver
Emil Jönsson a participé à deux éditions des Jeux olympiques d'hiver. En 2010 à Vancouver, il réalise une 7e place en sprint style classique où il est le meilleur Suédois. En 2014 à Sotchi, il prend une médaille de bronze lors du sprint libre remporté par Ola Vigen Hattestad puis une seconde médaille de bronze en compagnie de Teodor Peterson lors du sprint par équipes disputé en style classique.
| Épreuve / Édition | Sprint                              | Sprint                           | 15 km                            | 15 km                            | Poursuite / Skiathlon 2 × 15 km | 50 km | Relais                              | Relais    |
| Épreuve / Édition | libre                               | classique                        | libre                            | classique                        | Poursuite / Skiathlon 2 × 15 km | 50 km | Sprint                              | 4 × 10 km |
| JO 2010 Vancouver | Épreuve inexistante à cette date    | 7e                               | —                                | Épreuve inexistante à cette date | —                               | —     | —                                   | —         |
| JO 2014 Sotchi    | Médaille de bronze, Jeux olympiques | Épreuve inexistante à cette date | Épreuve inexistante à cette date | —                                | —                               | —     | Médaille de bronze, Jeux olympiques | —         |

Légende :
- : troisième place, médaille de bronze
- : pas d'épreuve
- — : non disputée par Emil Jönsson

### Championnats du monde
Emil Jönsson a remporté au cours de ses quatre participations aux Championnats du monde deux médailles. Il s'agit du bronze en sprint style libre aux Mondiaux 2011 d'Oslo derrière Marcus Hellner et Petter Northug et de l'argent en 2013 en sprint par équipes associé à Marcus Hellner.
| Épreuve / Édition           | Sprint                           | Sprint                           | 15 km                            | 15 km                            | Poursuite / Skiathlon 2 × 15 km  | 50 km                            | Relais                           | Relais                           |
| Épreuve / Édition           | libre                            | classique                        | libre                            | classique                        | Poursuite / Skiathlon 2 × 15 km  | 50 km                            | Sprint                           | 4 × 10 km                        |
| Mondiaux 2007 Sapporo       | Épreuve inexistante à cette date | 6e                               | Épreuve inexistante à cette date | Épreuve inexistante à cette date | Épreuve inexistante à cette date | Épreuve inexistante à cette date | Épreuve inexistante à cette date | Épreuve inexistante à cette date |
| Mondiaux 2009 Liberec       | 13e                              | Épreuve inexistante à cette date | Épreuve inexistante à cette date | Épreuve inexistante à cette date | Épreuve inexistante à cette date | Épreuve inexistante à cette date | 6e                               | Épreuve inexistante à cette date |
| Mondiaux 2011 Oslo          | Médaille de bronze, monde        | Épreuve inexistante à cette date | Épreuve inexistante à cette date | Épreuve inexistante à cette date | Épreuve inexistante à cette date | Épreuve inexistante à cette date | 7e                               | Épreuve inexistante à cette date |
| Mondiaux 2013 Val di Fiemme | Épreuve inexistante à cette date | 4e                               | Épreuve inexistante à cette date | Épreuve inexistante à cette date | Épreuve inexistante à cette date | Épreuve inexistante à cette date | Médaille d'argent, monde         | Épreuve inexistante à cette date |
| Mondiaux 2017 Lahti         | —                                | Épreuve inexistante à cette date | Épreuve inexistante à cette date | 15e                              | —                                | —                                | 8e                               | —                                |

Légende :
- : deuxième place, médaille d'argent
- : troisième place, médaille de bronze
- : pas d'épreuve
- — : non disputée par Emil Jönsson

### Coupe du monde
- Meilleur classement général : 6e en 2010 et 2011.
- 3 petits globes de cristal :
  - Vainqueur du classement du sprint en  2010, 2011 et 2013.
- 26 podiums : 
  - 20 podiums en épreuve individuelle : 13 victoires, 3 deuxièmes places et 4 troisièmes places.
  - 6 podiums en épreuve par équipes : 1 victoire, 4 deuxièmes places et 1 troisième place.
- 5 podiums dans des étapes de tours : 3 victoires, 1 deuxième place et 1 troisième place.

#### Détail des victoires
Emil Jönsson compte treize victoires individuelles en Coupe du monde, toutes en sprint entre 2007 et 2013, six en classique et sept en libre.
| Épreuve / Édition | Sprint                   | Sprint                 |
| Épreuve / Édition | libre                    | classique              |
| 2007-08           | Canmore                  |                        |
| 2008-09           |                          | Vancouver              |
| 2009-10           |                          | Otepää Canmore Drammen |
| 2010-11           | Düsseldorf Davos Drammen | Lahti                  |
| 2011-12           |                          | Lahti                  |
| 2012-13           | Québec Canmore Lahti     |                        |

Il compte aussi des victoires d'é fondtape au Tour de ski 2009-2010 (sprint libre de Prague), au Tour de ski 2010-2011 (sprint classique d'Oberstdorf) et aux Finales 2011 (sprint classique de Stockholm).

#### Classements par saison
| Saison / Épreuve | Général | Général | Distance | Distance | Sprint | Sprint | Tour de ski depuis 2007          | Finales depuis 2008              | Nordic Opening depuis 2011       |
| ---------------- | ------- | ------- | -------- | -------- | ------ | ------ | -------------------------------- | -------------------------------- | -------------------------------- |
| Saison / Épreuve | Place   | Points  | Place    | Points   | Place  | Points | Tour de ski depuis 2007          | Finales depuis 2008              | Nordic Opening depuis 2011       |
| 2006             | 177e    | 2       | -        | -        | 77e    | 2      | Épreuve inexistante à cette date | Épreuve inexistante à cette date | Épreuve inexistante à cette date |
| 2007             | 20e     | 246     | -        | -        | 3e     | 282    | -                                | Épreuve inexistante à cette date | Épreuve inexistante à cette date |
| 2008             | 15e     | 448     | -        | -        | 2e     | 448    | -                                | 50e                              | Épreuve inexistante à cette date |
| 2009             | 28e     | 272     | -        | -        | 7e     | 272    | -                                | 67e                              | Épreuve inexistante à cette date |
| 2010             | 6e      | 554     | 61e      | 46       | 1er    | 506    | Ab.                              | 30e                              | Épreuve inexistante à cette date |
| 2011             | 6e      | 746     | 36e      | 88       | 1er    | 580    | Ab.                              | 10e                              | 18e                              |
| 2012             | 33e     | 292     | 81e      | 15       | 8e     | 277    | 41e                              | Ab.                              | -                                |
| 2013             | 7e      | 735     | 33e      | 147      | 1er    | 498    | Abandon                          | 15e                              | 9e                               |
| 2014             | 45e     | 192     | 109e     | 1        | 14e    | 191    | -                                | Abandon                          | -                                |
| 2015             | 48e     | 135     | 79e      | 11       | 17e    | 124    | -                                | -                                | 42e                              |
| 2016             | 47e     | 146     | 62e      | 23       | 25e    | 101    | Abandon                          |                                  | 20e                              |
| 2017             | 39e     | 164     | 60e      | 40       | 26e    | 198    | -                                | 18e                              | 42e                              |
| 2018             | 54e     | 97      | -        | -        | 21e    | 97     | -                                | 67e                              | -                                |

### Championnats du monde junior
Emil Jönsson a participé à une seule épreuve lors d'un Championnat du monde junior et y obtient la médaille de bronze en sprint en style classique, juste derrière le Norvégien Petter Northug.
| Épreuve / Édition       | Sprint                           | Sprint             | 10 km                            | 10 km                            | Poursuite 2 × 10 km              | Relais                           |
| Épreuve / Édition       | libre                            | classique          | libre                            | classique                        | Poursuite 2 × 10 km              | Relais                           |
| Mondiaux 2005 Rovaniemi | Épreuve inexistante à cette date | Médaille de bronze | Épreuve inexistante à cette date | Épreuve inexistante à cette date | Épreuve inexistante à cette date | Épreuve inexistante à cette date |

### Coupe de Scandinavie
- 7e du classement général en 2007.
- 3 podiums, dont 2 victoires.

### Championnats de Suède
- Champion sur le sprint classique en 2010 et 2015.
- Champion sur le quinze kilomètres classique en 2017.